# Зал славы великих американцев
Зал славы великих американцев (англ. Hall of Fame for Great Americans) — открытая галерея скульптур великих американцев, расположенная на территории Bronx Community College в Бронксе, Нью-Йорк. Входит в Национальный реестр исторических мест США и является гордостью Соединённых Штатов.

## История

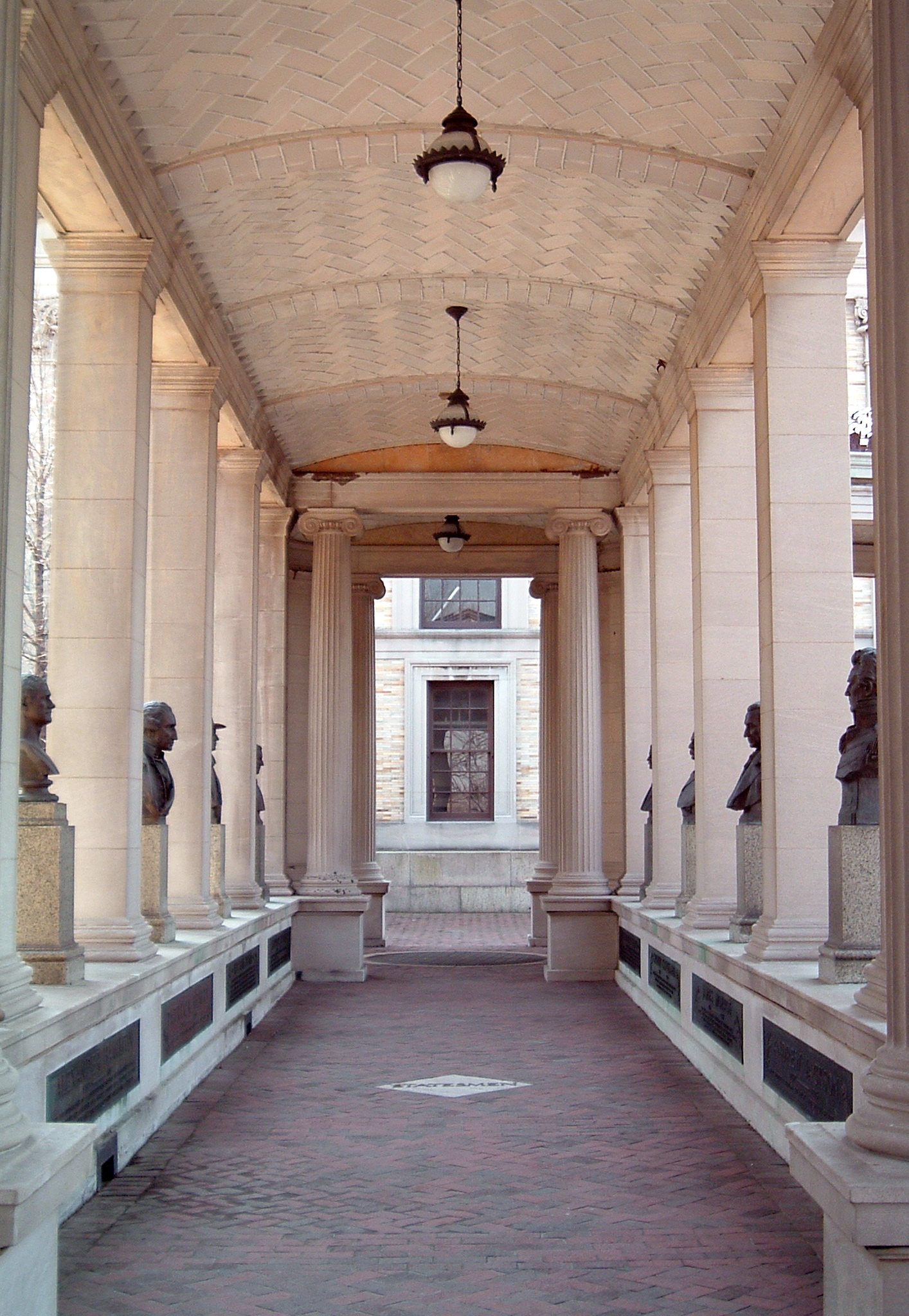
Вид галереи, 2007 год

Создана в 1900 году на территории как кампуса Нью-Йоркского университета в виде каменной колоннады длиной в 630 футов (192 метра), наполовину опоясывая университетскую библиотеку. В галерее, выполненной в стиле бозар, находится 98 бронзовых бюстов работы разных скульпторов. Автор проекта — архитектор Стэнфорд Уайт, который также спроектировал библиотеку) при непосредственном участии филантропа Хелен Шепард. Официально была открыта 30 мая 1901 года.
Ощущая финансовые трудности, Нью-йоркский университет продал кампус в 1973 году Городскому университету Нью-Йорка, ему же перешел Bronx Community College.

## Персоналии
Чтобы получить право на номинацию, кандидат должен был уроженцем или натурализованным (с 1914 года) гражданином Соединённых Штатов; со дня его смерти должно пройти не менее 25 лет (с 1922 года; до 1922 года ценз был в 10 лет). Человек должен был внести значительный вклад в экономическую, политическую или культурную жизнь страны. Номинант становится членом Зала славы простым большинством голосов, за исключением периода с 1925 по 1940 годы, когда требовалось 3/5 от всех голосов.
Кроме представленных ниже, в Зал славы великих американцев номинировалось большое количество заслуженных граждан США. В настоящее время в списке 103 человека, бюсты установлены не всем.
| №   | Имя                            | Вид деятельности                  | Год ввода |
| --- | ------------------------------ | --------------------------------- | --------- |
| 1   | Джон Адамс                     | государственный деятель           | 1900      |
| 2   | Джон Куинси Адамс              | государственный деятель           | 1905      |
| 3   | Джейн Аддамс                   | философ                           | 1965      |
| 4   | Луи Агассис                    | учёный-естествоиспытатель         | 1915      |
| 5   | Сьюзен Энтони                  | Суфуражистка, правозащитница      | 1950      |
| 6   | Джон Джеймс Одюбон             | художник                          | 1900      |
| 7   | Джордж Банкрофт                | историк и дипломат                | 1910      |
| 8   | Клара Бартон                   | медсестра                         | 1976      |
| 9   | Генри Уорд Бичер               | священослужитель                  | 1900      |
| 10  | Александр Грейам Белл          | изобретатель                      | 1950      |
| 11  | Даниэль Бун                    | миссионер и исследователь         | 1915      |
| 12  | Эдвин Бут                      | актёр                             | 1925      |
| 13  | Луи Брэндайс                   | юрист                             | 1973      |
| 14  | Филлипс Брукс                  | священослужитель                  | 1910      |
| 15  | Уильям Каллен Брайант          | писатель и журналист              | 1910      |
| 16  | Лютер Бёрбанк                  | учёный-селекционер                | 1976      |
| 17  | Эндрю Карнеги                  | предприниматель и филантроп       | 1976      |
| 18  | Джордж Вашингтон Карвер        | учёный и проповедник              | 1973      |
| 19  | Уильям Эллери Чаннинг          | священослужитель и писатель       | 1900      |
| 20  | Руфус Чоат                     | юрист и политик                   | 1915      |
| 21  | Генри Клей                     | юрист и государственный деятель   | 1900      |
| 22  | Марк Твен                      | писатель                          | 1920      |
| 23  | Гровер Кливленд                | государственный деятель           | 1935      |
| 24  | Джеймс Фенимор Купер           | писатель                          | 1910      |
| 25  | Питер Купер                    | промышленник и филантроп          | 1900      |
| 26  | Шарлотта Кашмен                | актриса                           | 1915      |
| 27  | Джеймс Бьюкенен Идс            | инженер и архитектор              | 1920      |
| 28  | Томас Алва Эдисон              | изобретатель                      | 1960      |
| 29  | Джонатан Эдвардс               | священослужитель                  | 1900      |
| 30  | Ральф Уолдо Эмерсон            | писатель                          | 1900      |
| 31  | Дэвид Фаррагут                 | военный деятель, адмирал          | 1900      |
| 32  | Стивен Фостер                  | певец и композитор                | 1940      |
| 33  | Бенджамин Франклин             | государственный деятель           | 1900      |
| 34  | Роберт Фултон                  | изобретатель                      | 1900      |
| 35  | Джозайя Уиллард Гиббс          | учёный                            | 1950      |
| 36  | Уильям Горгас                  | врач                              | 1950      |
| 37  | Улисс Грант                    | военный и государственный деятель | 1900      |
| 38  | Эйса Грей                      | учёный-ботаник                    | 1900      |
| 39  | Александр Гамильтон            | государственный деятель           | 1915      |
| 40  | Натаниэль Готорн               | писатель                          | 1900      |
| 41  | Джозеф Генри                   | учёный-физик                      | 1915      |
| 42  | Патрик Генри                   | государственный деятель           | 1920      |
| 43  | Оливер Уэнделл Холмс (старший) | писатель и врач                   | 1910      |
| 44  | Оливер Уэнделл Холмс (младший) | юрист                             | 1965      |
| 45  | Марк Хопкинс                   | учитель                           | 1915      |
| 46  | Элиас Хоу                      | изобретатель                      | 1915      |
| 47  | Вашингтон Ирвинг               | писатель                          | 1900      |
| 48  | Эндрю Джексон                  | государственный деятель           | 1910      |
| 49  | Томас Джонатан Джексон         | военный деятель                   | 1955      |
| 50  | Томас Джефферсон               | государственный деятель           | 1900      |
| 51  | Джон Пол Джонс                 | военный деятель                   | 1925      |
| 52  | Джемс Кент                     | юрист                             | 1900      |
| 53  | Сидней Ланье                   | писатель                          | 1945      |
| 54  | Роберт Эдвард Ли               | военный деятель                   | 1900      |
| 55  | Авраам Линкольн                | государственный деятель           | 1900      |
| 56  | Генри Уодсворт Лонгфелло       | писатель                          | 1900      |
| 57  | Джеймс Расселл Лоуэлл          | писатель                          | 1905      |
| 58  | Мэри Мэйсон Лайон              | учитель                           | 1905      |
| 59  | Эдуард Мак-Доуэлл              | композитор                        | 1960      |
| 60  | Джеймс Мэдисон                 | государственный деятель           | 1905      |
| 61  | Хорас Манн                     | учитель                           | 1900      |
| 62  | Джон Маршалл                   | юрист                             | 1900      |
| 63  | Мэтью Фонтейн Мори             | учёный                            | 1930      |
| 64  | Альберт Абрахам Майкельсон     | учёный                            | 1970      |
| 65  | Мария Митчелл                  | учёная-астроном                   | 1905      |
| 66  | Джеймс Монро                   | государственный деятель           | 1930      |
| 67  | Сэмюэл Морзе                   | изобретатель                      | 1900      |
| 68  | Уильям Мортон                  | врач                              | 1920      |
| 69  | Джон Лотроп Мотли              | писатель                          | 1910      |
| 70  | Саймон Ньюком                  | учёный-астроном                   | 1935      |
| 71  | Томас Пейн                     | писатель                          | 1945      |
| 72  | Элис Палмер                    | учитель                           | 1920      |
| 73  | Френсис Паркман                | писатель и историк                | 1915      |
| 74  | Джордж Пибоди                  | филантроп                         | 1900      |
| 75  | Уильям Пенн                    | государственный деятель           | 1935      |
| 76  | Эдгар Аллан По                 | писатель                          | 1910      |
| 77  | Уолтер Рид                     | врач                              | 1945      |
| 78  | Джеки Робинсон                 | спортсмен                         | 1970      |
| 79  | Франклин Рузвельт              | государственный деятель           | 1973      |
| 80  | Теодор Рузвельт                | государственный деятель           | 1950      |
| 81  | Огастес Сент-Годенс            | скульптор                         | 1920      |
| 82  | Уильям Текумсе Шерман          | военный деятель                   | 1905      |
| 83  | Джон Филип Суза                | композитор и дирижёр              | 1973      |
| 84  | Джозеф Стори                   | юрист                             | 1900      |
| 85  | Гарриет Бичер-Стоу             | писатель                          | 1910      |
| 86  | Гилберт Стюарт                 | художник                          | 1900      |
| 87  | Сильванус Тайер                | военный деятель                   | 1965      |
| 88  | Генри Дэвид Торо               | писатель                          | 1960      |
| 89  | Лиллиан Уолд                   | медсестра                         | 1970      |
| 90  | Букер Талиафер Вашингтон       | писатель и просветитель           | 1945      |
| 91  | Джордж Вашингтон               | государственный деятель           | 1900      |
| 92  | Дэниел Уэбстер                 | государственный деятель           | 1900      |
| 93  | Джордж Вестингауз              | изобретатель                      | 1955      |
| 94  | Джеймс Эббот Мак-Нейл Уистлер  | художник                          | 1930      |
| 95  | Уолт Уитмен                    | писатель                          | 1930      |
| 96  | Эли Уитни                      | изобретатель                      | 1900      |
| 97  | Джон Гринлиф Уиттьер           | писатель                          | 1905      |
| 98  | Роджер Уильямс                 | священослужитель                  | 1920      |
| 99  | Эмма Уиллард                   | учитель                           | 1905      |
| 100 | Фрэнсис Уиллард                | феминистка и учительница          | 1910      |
| 101 | Вудро Вильсон                  | государственный деятель           | 1950      |
| 102 | Орвил Райт                     | изобретатель                      | 1965      |
| 103 | Уилбур Райт                    | изобретатель                      | 1955      |